# Mulita (Aguas Buenas)
Mulita es un barrio ubicado en el municipio de Aguas Buenas en el estado libre asociado de Puerto Rico. En el Censo de 2010 tenía una población de 266 habitantes y una densidad poblacional de 176,77 personas por km².

## Geografía
Mulita se encuentra ubicado en las coordenadas 18°15′12″N 66°8′40″O / 18.25333, -66.14444. Según la Oficina del Censo de los Estados Unidos, Mulita tiene una superficie total de 1.5 km², que corresponden a tierra firme.

## Demografía
Según el censo de 2010, había 266 personas residiendo en Mulita. La densidad de población era de 176,77 hab./km². De los 266 habitantes, Mulita estaba compuesto por el 81.2% blancos, el 6.02% eran afroamericanos, el 1.13% eran amerindios, el 9.02% eran de otras razas y el 2.63% pertenecían a dos o más razas. Del total de la población el 100% eran hispanos o latinos de cualquier raza.